# Moutiers-les-Mauxfaits

Moutiers-les-Mauxfaits este o comună în departamentul Vendée, Franța. În 2009 avea o populație de 1,800 de locuitori.